# ヴィクトリー (戦列艦)
ヴィクトリー (HMS Victory) は、イギリス海軍の104門1等戦列艦。1805年のトラファルガーの海戦においてホレーショ・ネルソン提督が座乗、旗艦として仏西連合艦隊の脇腹を突くべく艦隊の先鋒を務めていたことで知られる。他にもウェサン島の海戦でのオーガスタス・ケッペル提督や、スパルテル岬の海戦でのリチャード・ハウ提督、サン・ビセンテ岬の海戦でのジョン・ジャーヴィス提督ら、多くの提督の座乗艦であった。
1922年にポーツマスの乾ドックに移され、記念艦となった。ポーツマス軍港の港湾司令官や第二海軍卿の旗艦を務めていたが、2012年8月からは第一海軍卿の旗艦となった。現存する唯一の戦列艦であるとともに、世界最古の現役艦でもある（航行可能な現役艦としてはアメリカ海軍のコンスティチューションが最古）。また、世界三大記念艦の一つとされている。

## 建造
1758年12月、イギリス政府の事実上の首相であった大ピットが、後にヴィクトリーとなる1等艦を含めた12隻の軍艦の建造を提議し、発注が行われた。 18世紀に建造された1等戦列艦は10隻で、ヴィクトリーはそのうちの1隻だった。 ヴィクトリーの建造には海軍の艦艇監督官であったトーマス・スレードが造船技師として選ばれ、1756年にウリッジ工廠で進水した1等艦ロイヤル・ジョージの設計図をもとに、最低100門の砲を備える船として設計された。 チャタム工廠の工廠長はこの船の建造のため乾ドックを準備するように命令され、1759年7月23日に竜骨がオールド・シングルドック（No.2ドックと改称され、現在はヴィクトリー・ドックとなっている）に敷かれた。1760年の10月には「ヴィクトリー」という名が選定された。この名が選ばれた理由には諸説あり、1つには前年の1759年に当時行われていた七年戦争でイギリスが次第に優勢になってきており、陸上ではケベックの戦いやミンデンの戦い、海上ではラゴスの海戦、キブロン湾の海戦と勝利 (Victory) が相次いだため、奇跡の年を記念して命名されたというもの。もしくは、7つの命名候補が記された短いリストの中で、当時他の船に使われていなかった名前が単に「ヴィクトリー」だけであったとするものもある。先代のヴィクトリーと名付けられた戦列艦は1744年に乗組員全員とともに失われていたため、一部ではこの命名が適切かどうかに疑問が持たれていた。
一度フレームが組みあがると、大抵の場合船には覆いが取りつけられ、数か月に渡って木材の乾燥と慣らしが行われる。しかし、七年戦争が終結したこともあって、ヴィクトリーはこの骨組みだけの状態で3年近くドックに放置されることになった。ただし、この長期間の乾燥が後の長寿命に繋がったともされる。建造は1763年の秋から再開され、1765年の5月7日に進水が行われた。かかった費用は63,176ポンド3シリングで、現在価値に直すとおおよそ779万ポンド (日本円で約11億円)となる。建造には6000本にも及ぶ木材が用いられ、そのうち90％がオーク材で、残りがエルム、パイン、モミの材木と少量のリグナムバイタだった。
進水の日、進水式の職長に選ばれた船大工のハートリー・ラーキンは突如として、船がドックのゲートを通り抜けられないであろうことに気づいた。夜明けとともに行われた計測は、彼の懸念を裏付けるものだった。ゲートは少なくとも91⁄2インチ(約24cm)狭すぎた。この恐るべき知らせは上司である船大工長のジョン・アリンに伝えられ、進水の延期も検討された。ラーキンらは集められる船大工を全て集め、釿（ちょうな）でゲートの周囲の木材を削り、船が安全に通り抜けられるように苦労して切り開いた。このようなことができたのは、進水後ドックが即座には使用されないためだった。実際ヴィクトリーは整備中として、フランスがアメリカ独立戦争に介入してくるまで、13年間メドウェイ川で係留された 。
ヴィクトリーの試験航行は1778年3月にジョン・リンドセイ艦長の下で行われた。リンドセイがヴィクトリーの艦長だったのは同年5月までで、すぐに海軍大将オーガスタス・ケッペル提督の旗艦となり、中将ジョン・カンプベルが第一艦長、勅任艦長のジョナサン・ファルクナーが第二艦長として赴任してきた。
ヴィクトリーは鉄製の鋳造砲で武装しており、下甲板に42ポンド（19kg）砲30門、中甲板に24ポンド（11kg）砲28門、上甲板に12ポンド（5kg）砲30門、船首楼と後甲板に6ポンド（3kg）砲12門を備えていた。1778年5月に42ポンド砲は全て32ポンド(15 kg)砲に載せ替えられたが、1779年4月にまた42ポンド砲に戻された。結局、1803年最終的に42ポンド砲は32ポンド砲に置き換えられた。また、1782年には6ポンド砲全門が12ポンド砲に更新された。後に、加えて68-lb (31 kg)の球形弾を打ち出せるカロネード砲が2門搭載された。1808年1月、ヴィクトリーは98門2等戦列艦に格下げされたが、1817年2月には再び104門1等戦列艦に分類し直された。

## 戦歴

### 第一次ウェサン島の海戦

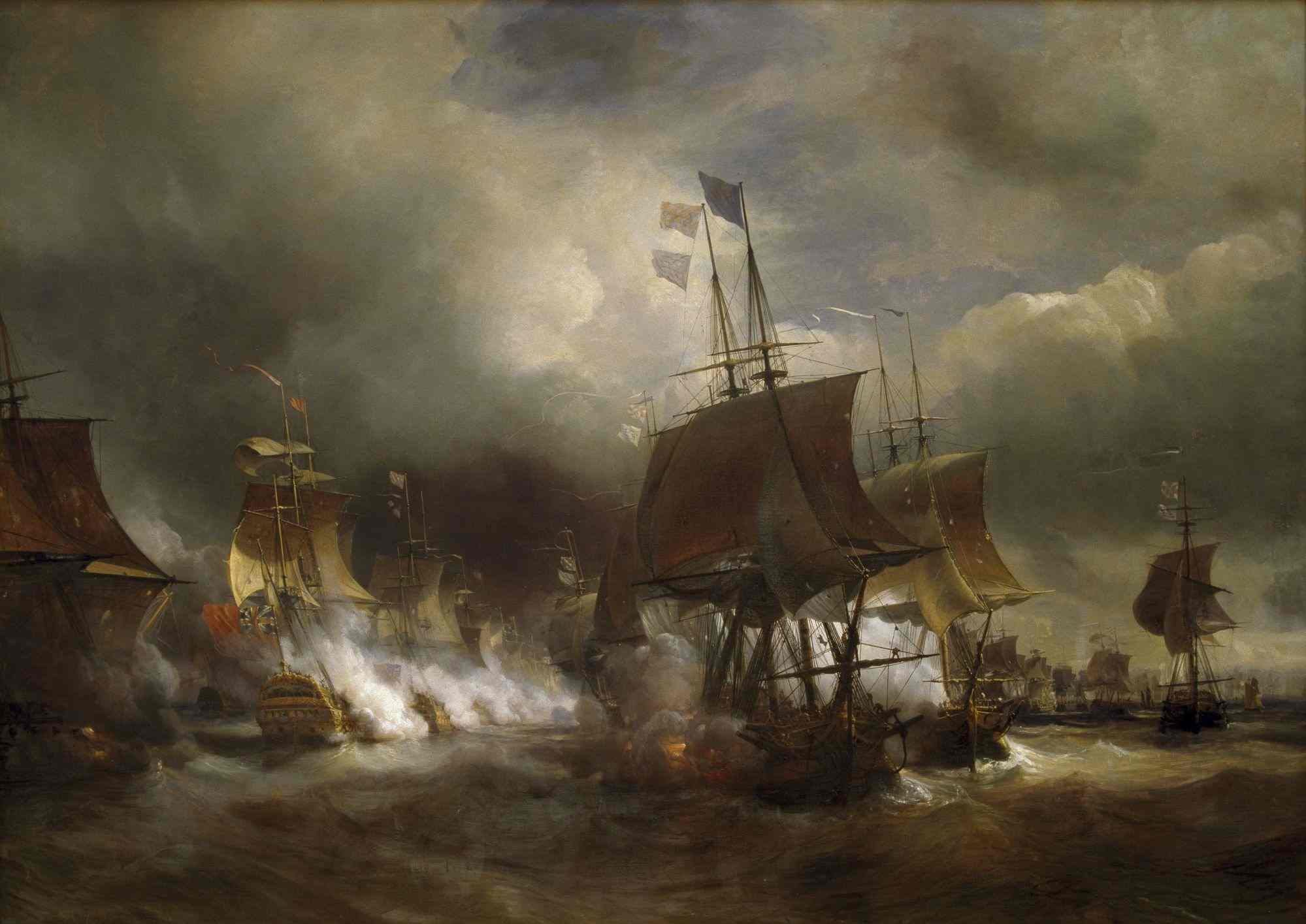
「第一次ウェサン島の海戦」(1778年) セオドア・グディンによる絵画

1778年7月9日、ケッペル提督は29隻の戦列艦とともにスピットヘッドを出発した。そして7月23日、ウェサン島の西100マイル (160km) の海域でほぼ同戦力のフランス艦隊を発見した。フランス側のドルヴィリュー伯ルイ・ジロー提督は戦いを避けるよう命令を受けていたが、ブレストへの退路は遮断されていた。風と雨によって次第に操船が困難になる中で、イギリス側はなんとか縦列を保ち、隊列を乱したフランス側に対して開戦を強制できる状態まで持ち込むことができた。しかし、フランス艦隊も苦労しながら有力な艦を並べ、反航の形となったイギリスの戦列に対して戦列を組んだ。正午頃、艦隊の中央に位置したヴィクトリーは、フランス艦隊旗艦の110門艦ブルターニュに対し、砲撃を開始した。イギリス前衛戦隊は僅かな損害で離脱したが、ヒュー・パリサー中将の後衛戦隊は索具などにしたたかな損傷を受けた。ケッペルはフランス艦隊を追撃するよう信号を送ったが、パリサーは従わず、追撃は行われなかった。そのため、この海戦は後に政争に発展した。

### 第二次ウェサン島の海戦
1780年3月、ヴィクトリーはフナクイムシの害を防ぐため、艦底に合計で3923枚の銅板を貼った。翌年末、1781年12月2日にこの船はヘンリー・クロムウェル艦長のもと、海軍少将リチャード・ケンペンフェルト提督の旗艦となった。そしてケンペンフェルトはヴィクトリーを含む12隻の戦列艦、1隻の50門4等艦、5隻のフリゲートを率いて、ブレストを同年12月10日に出たフランスの護送船団への襲撃に向かった。フランス船団はド・グッシェン伯率いる19隻もの戦列艦に護衛されていた。しかしイギリス側はこの戦力差を知らないまま、12月12日にフランス船団を発見し、追撃を行った。ケンペンフェルトがフランス艦隊の優勢に気づいた時、イギリス艦隊は既に15隻もの輸送船を拿捕していた。ド・グッシェンの護衛艦隊は風下にいたため、救援に赴くことができなかった。

### ジブラルタル包囲戦
1782年8月、ヴィクトリーはリチャード・ハウ提督の旗艦として、フランス、スペイン両海軍に封鎖されたジブラルタルへの補給を行う輸送船団の強力な護衛艦隊に参加した。船団は抵抗に遭うことなくジブラルタル海峡に入り、補給物資を成功裏に積み下ろした。帰路にはスパルテル岬の海戦が発生したものの、戦闘は小規模で、ヴィクトリーが砲撃を行うことは無かった。

### サン・ビセンテ岬の海戦

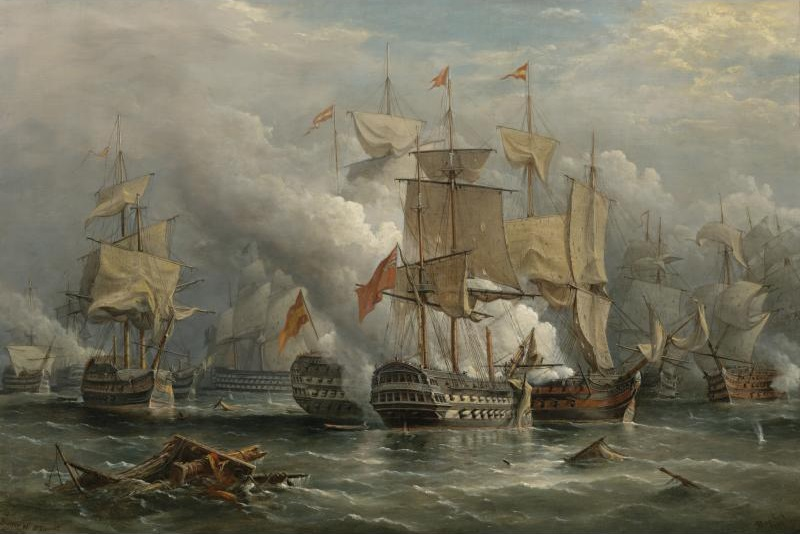
「サン・ビセンテ岬の海戦」(1881年) リチャード・ブリッジス・ベッキーによる絵画

1796年、ロバート・カルダーを第一艦長、ジョージ・グレイを第二艦長として、ヴィクトリーはジョン・ジャーヴィス提督の旗艦となった。1796年の暮れの時点で、地中海での英国の編成はフランス・スペイン連合艦隊に対して不十分で、コルシカ島やエルバ島からの撤退を余儀なくされた。ジャーヴィスは麾下の艦隊をサン・ビセンテ岬に配置し、スペイン艦隊の北上を妨げていた。当時、代将だったホレーショ・ネルソンは、エルバ島からのイギリス軍撤退を指揮した後、フリゲート艦ミネルヴァでジブラルタルに向かった。そして、スペイン艦隊が数日前に海峡を通過したという情報を入手し、2月11日ジャーヴィスの艦隊と合流するために出港した。一方のスペイン艦隊は24隻の戦列艦と輸送船からなっていたが、強い東風に流されコースを外れたため、夜を徹して目的地カディスへの航路を取り直していた。ネルソンは濃い霧にまぎれてスペイン艦隊に発見されることなく2月13日にジャーヴィスの艦隊と合流した。ジャーヴィスの艦隊は2月5日にウィリアム・パーカー提督率いる5隻の戦列艦を加え、15隻に強化されていた。2月14日朝、イギリス艦隊を2列の縦隊を形成しており、ジャーヴィスはヴィクトリーの後甲板で士官に向かって「イングランドの命運はこの戦いの勝利にかかっている。("A victory to England is very essential at this moment.")」と宣言した。午前6時半頃スペイン艦隊視認の報があり、9時頃には旗艦ヴィクトリーのマストからも敵艦を確認できるようになった。そして11時、ジャーヴィスは全艦に戦列を組んで戦うよう命じた。スペイン艦隊の数は27隻に上りイギリス艦隊の約2倍に達していた。カルダー艦長が次第に増えてゆく算定数をジャーヴィスに報告すると、ジャーヴィスはこう答えた。「十分だ。これ以上はいい。賽は投げられたのだ。私はたとえ（敵が）50隻いようとも、突き進んでゆく。("Enough Sir. No more of that. The die is cast and if there are 50 sail, I will go through them.")」イギリス艦隊は単縦陣で、未だ戦闘準備を終えていない2つのグループに分かれたスペイン艦隊の間に進んでいった。イギリス艦隊は、ネルソン指揮下の74門艦キャプテンの時機を得た活躍もあり、スペイン艦隊の分断に成功した。午後4時半すぎには戦いはほとんど終息し、ブリタニアおよびオライオンと、守られつつ離脱してゆくスペイン艦サンティシマ・トリニダーの間で小競り合いがある程度となった。海戦はイギリス艦隊の勝利に終わった。スペイン艦隊は4隻の戦列艦を捕獲され、死傷者合わせて約1,000人の損害を出した。一方イギリス艦隊の損害は全体で戦死73人、負傷327人であり、旗艦ヴィクトリーにおいては戦死1人、負傷5人だった。この1名の戦死者は、ヴィクトリー甲板上を襲った砲弾が、ジャーヴィスを僅かに逸れ、近くにいた水夫を直撃したものだった。イギリス艦隊はスペイン艦隊に致命傷を与えることはできず、カディス港入港を阻止するという目的も達成できなかったが、この戦いによってスペイン艦隊はその後2年の間港にとどまることを余儀なくされ、フランスのイギリス侵略を不可能にした。

## 再建造

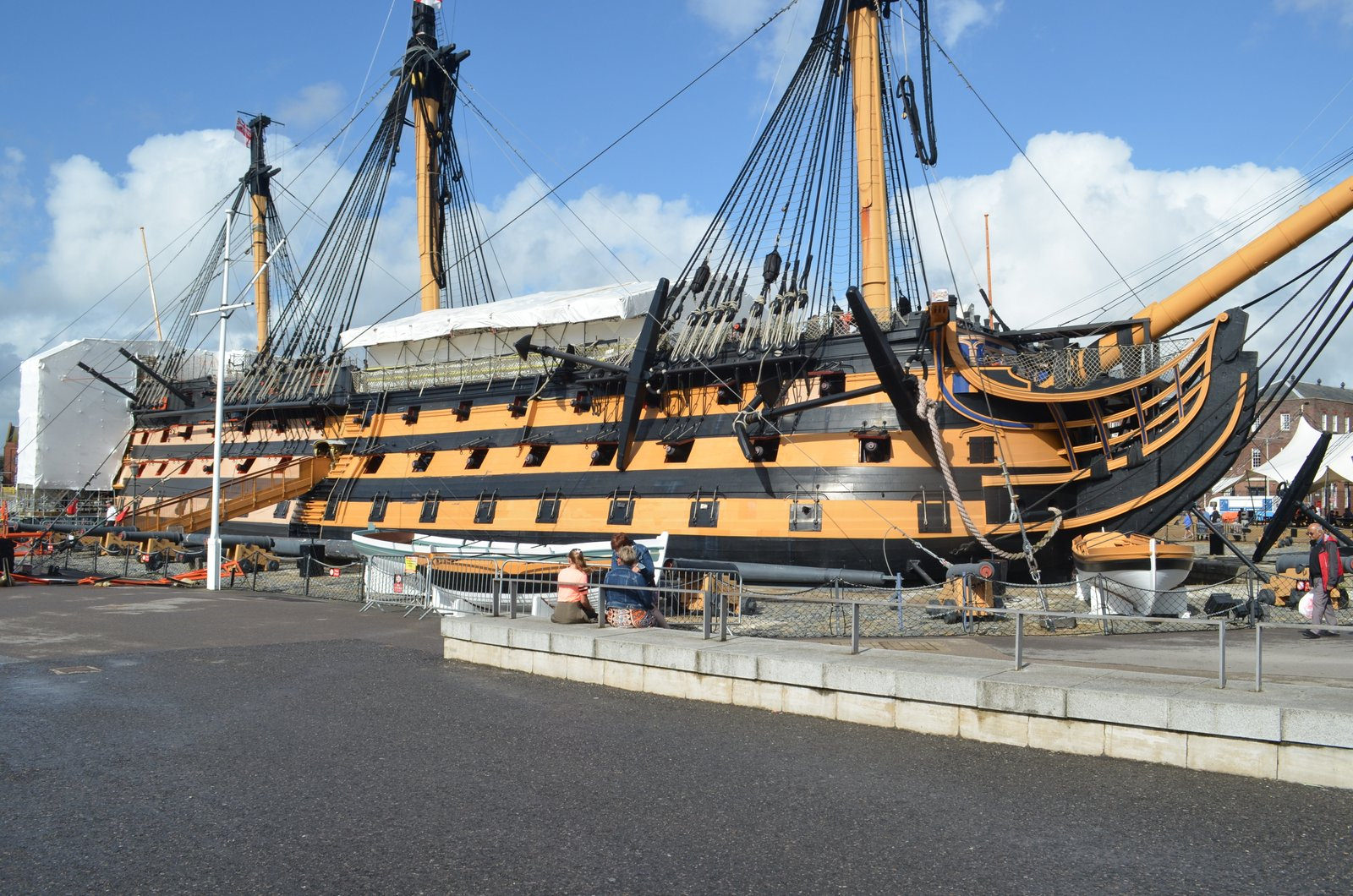
ヴィクトリーの特徴的な船体色、黒と黄の横縞「ネルソンチェッカー (en)」は1800年に初めて施され、その後全てのイギリス海軍軍艦に採用された。

1797年暮れ、ヴィクトリーはJ.リックマン中尉の指揮の下、チャタム工廠に係留された。同年12月ヴィクトリーはもはや現役の戦闘艦には適さないと見なされ、スペイン人やフランス人の傷病捕虜を収容するための病院船に改装することが命じられた。しかし1799年10月8日、2等戦列艦インプレグナブルがリスボンへ輸送船団を護衛し終えた後、ポーツマスへの帰路にチチェスター近くで座礁する事件が発生した。インプレグナブルは水漏れから着底し、再浮揚は不可能であったため、この船は失われた。そして3層艦が足りなくなったことから、海軍本部はヴィクトリーを元通りの状態にすることを決断した。再建造は1800年に始まったが、作業が進むにつれ多くの欠陥が見つかり、修繕は非常に広範囲に渡って行われた。当初再建造に必要な費用は£23,500との見積もられていたが、最終的な費用は70,933ポンドに達した。砲門がいくつか追加され、ヴィクトリーは100門艦から104門艦になった。また、弾薬庫は銅で裏張りされ、船首像はマストに沿って再配置された。さらに船体の塗装が赤から、今日見られる黒と黄の横縞に変更された。ヴィクトリーの砲門は当初船体の配色に合わせて黄に塗られていたが、その後黒に塗り直された。この船体色は後に「ネルソン・チェッカー」と呼ばれるようになり、トラファルガーの海戦以後全ての英国軍艦に適用された。再建造の全ての工程は1803年4月に完了した。ヴィクトリーはポーツマスに送られ、数か月の間、勅任艦長サミュエル・サットンの下で任務に就いた。

## ネルソンとトラファルガーの海戦

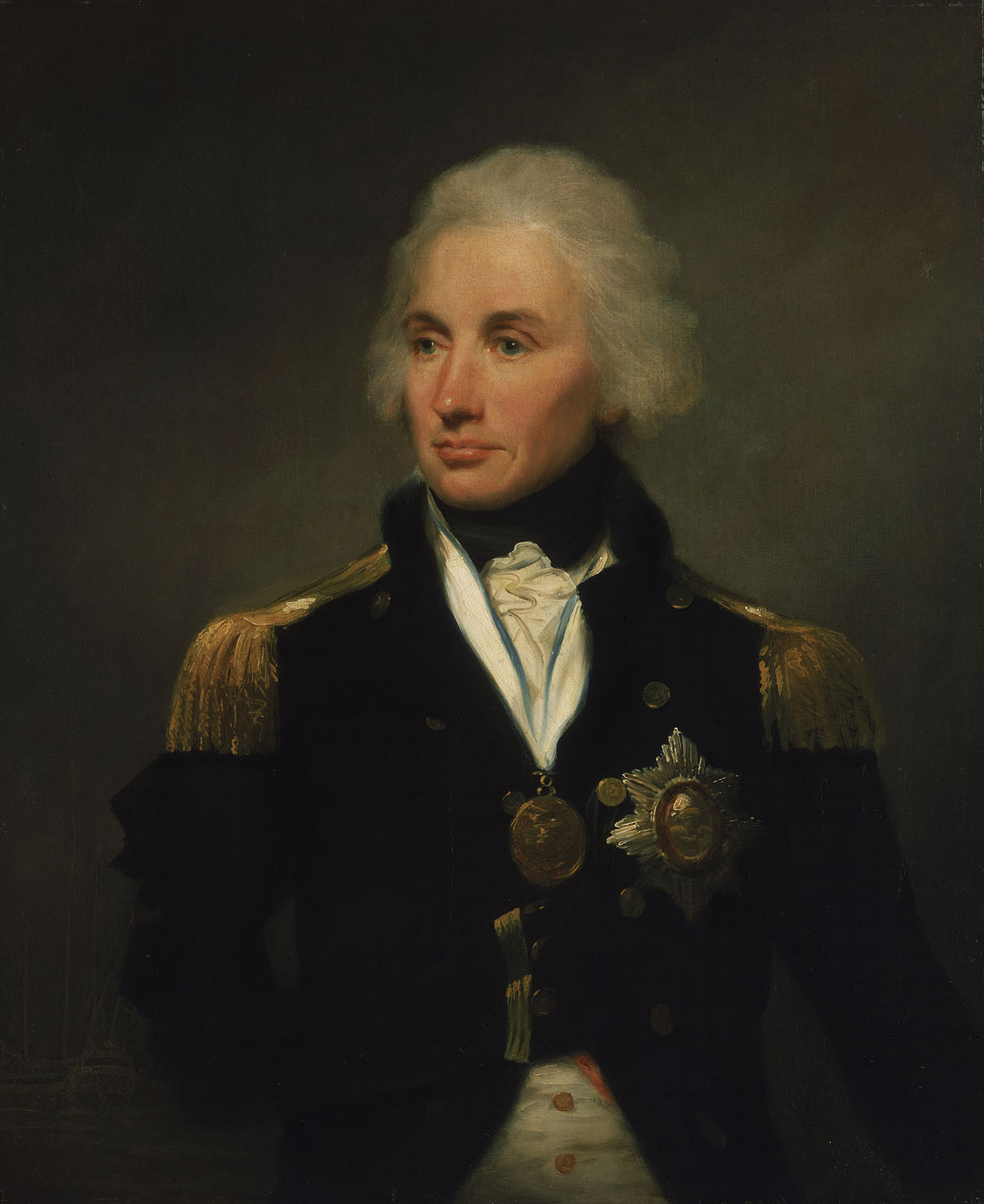
ホレーショ・ネルソンは2度ヴィクトリーを旗艦にした。

海軍中将ホレーショ・ネルソン提督がその将旗をヴィクトリーに掲げたのは1803年5月18日のことだった。サミュエル・サットンが旗艦艦長を務めた。しかし、ヴィクトリーは航海の準備を完了していなかったため、ネルソンは5月20日にフリゲート艦アンフィオンに移り、指揮官として任じられた地中海へ向けて出発した。ヴィクトリーは少し遅れて、今度はウィリアム・コーンウォリス提督の旗艦となるためウェサン島に向けて出港した。しかし、その必要はないとされ、結局ネルソンの艦隊に合流すべく地中海へ向かった。
5月28日、サットン艦長はロシュフールへ航海途上のフランスの32門フリゲート、アンビュスケードを捕獲した 。その後ヴィクトリーは7月31日にトゥーロンでネルソンと再会した。サットンは、先にネルソンが乗ってきたアンフィオンの艦長に転属となり、トマス・ハーディを艦長としてヴィクトリーは再びネルソンの旗艦となった。
1805年4月4日、ネルソンのもとにフリゲート艦フォーブがピエール・ヴィルヌーヴ提督指揮下のフランス艦隊がトゥーロンを発った、という知らせをもたらした。この時ヴィクトリーはマヨルカ島に付属する小島であるトロ島 (北緯39度27分44秒 東経2度28分18秒 / 北緯39.462307度 東経2.471722度) 付近にいた。ネルソンはフランス艦隊がエジプトに向かっているのではないかと推測してシチリア島に急行したが、ヴィルヌーヴはカディスに入港してスペイン艦隊と合流しようとした。5月9日今度はフリゲート艦オリンパスがネルソンに、ヴィルヌーヴが約1月前にカディスを出たという情報を運んできた。ネルソン率いるイギリス艦隊はポルトガルのラゴス湾で補給を行い、5月11日に西に向かった17隻からなるヴィルヌーヴのフランス・スペイン連合艦隊の追撃に移った。この追撃に参加したイギリス艦隊は10隻の戦列艦と3隻のフリゲートで構成されていた。しかしこのイギリスの追撃艦隊は6月4日に西インド諸島のバルバドスに到着したものの、すぐにヴィルヌーヴの艦隊がヨーロッパに戻ったことを知った。そして、ナポレオンのイギリス遠征軍がブローニュで待機しており、フランス艦隊の帰着を待っていた。
ヨーロッパに戻ったヴィルヌーヴ提督と麾下のフランス・スペイン連合艦隊は、スペインのビゴーかフェロルに退避しようとしていたが、カルダー提督率いるイギリス艦隊に捕捉された。そして7月22日にフェロル沖で、カルダーの15隻の艦隊と、霧で視界の悪い中、決定的でないフィニステレ岬の海戦を戦った。その後、8月14日にはカルダーの艦隊が、15日にはネルソンの艦隊が、ウェサン島沖にあったコーンウォリスの海峡艦隊に合流し、イギリス側の陣容が整っていった。ネルソン自身は、地中海艦隊をコーンウォリスのもとに残して、ヴィクトリーとともにイギリス本国に帰還した。コーンウォリスは自身の指揮下にあった33隻の戦列艦のうち、20隻をカルダーのもとに送り出し、フェロルにいると見られたフランス・スペイン連合艦隊を捜索させた。8月19日、イギリス側にとって悪い知らせが届いた。フランス・スペイン連合艦隊はフェロルを出港し、2日前に援軍を連れてカディスに入港したというものだった。9月28日水曜日の午後、ネルソンはカディス沖のコリングウッド提督の艦隊に密かに合流した。これはネルソンの存在を気取られないための措置だった。

### トラファルガーの海戦

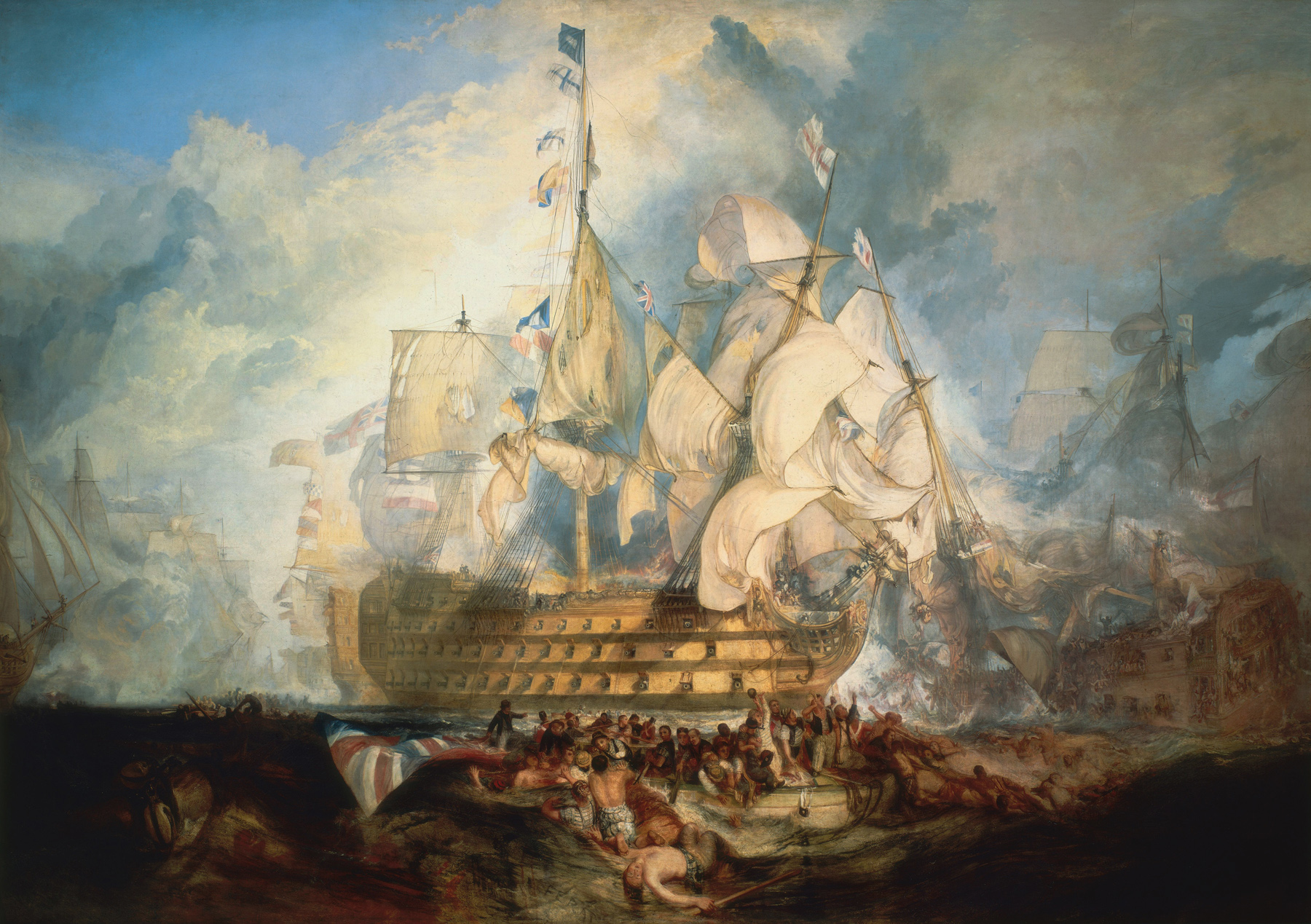
「トラファルガーの海戦」(1822年–1824年) 海戦の複数の場面を1枚に合成している。ターナーによる油彩画

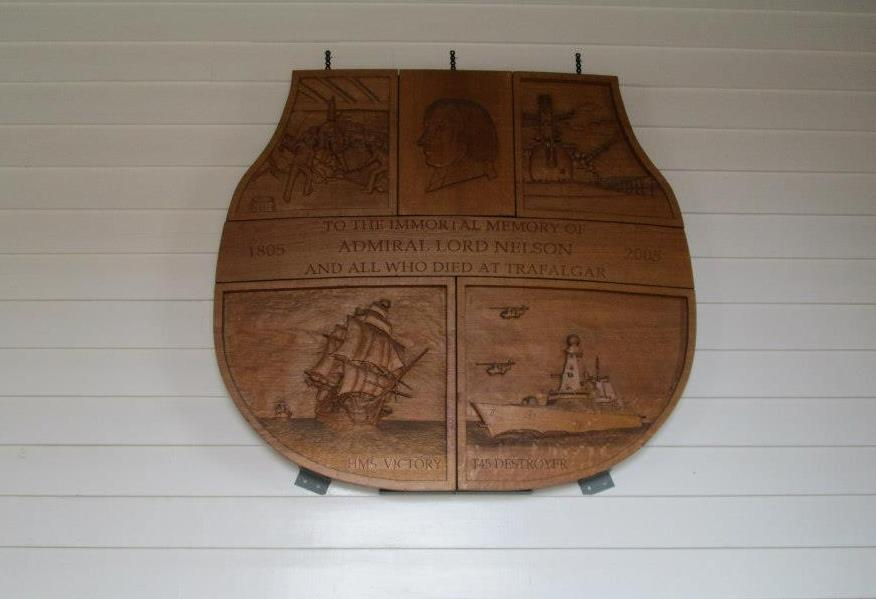
ネルソンとトラファルガーの海戦で戦死した全ての人間を追悼するプレート

ヴィルヌーヴは自身が指揮官を解任されたと知った後の10月19日の朝、艦隊を率いて海上へ出た。フランス・スペイン連合艦隊の最後の船が出港を終えたのはその日の夕方で、彼と彼の艦隊は地中海へと向かった。この艦隊と夜通し接触を絶やさぬよう命じられたイギリス側のフリゲートは、19時にフランス側に発見され、フランス・スペイン艦隊では戦いのために戦列を組むように命令が出された。
10月21日の朝、10マイル先の視認外でばらばらに航行していたイギリスの主力艦隊は、要撃のために転回した。ネルソンはすでに作戦を決めていた。彼はフランス・スペイン連合艦隊中央の旗艦の2～3隻前で戦列を突破、分断し、敵前衛が支援に戻る前に勝利を確定させようとしていた。午前6時、ネルソンは麾下の艦隊に2列の縦列になるよう命じた。微風のため艦隊の進行は遅かったが、6時間後、イギリスの2列の戦列は徐々にフランスの艦列と接触し、風下の列を率いたロイヤル・ソブリンはフランスの74門艦フーギューに砲撃を始めることができた。それから30分ほどで、ヴィクトリーはフランス・スペイン連合艦隊戦列のビューサントルとルドゥタブルの間に割り込み、前者の艦尾に向けて数ヤード先から3重の片舷掃射を行った。フランス･スペイン連合艦隊の隊列に垂直に切り込むこの「ネルソン・タッチ」の性質上、戦列の先頭に居たヴィクトリーは敵艦隊からの集中砲火を浴びることになったが、連合艦隊の砲撃の稚拙さにも助けられ、よく持ちこたえた。13時25分ごろヴィクトリーの後甲板上でネルソンは狙撃された。致命的なマスケット弾が彼の左肩から脊椎に達し、ネルソンは16時半過ぎに息を引き取った。この狙撃はフランス艦ルドゥタブルからのもので、ネルソンは周囲の者の「集中射撃を受けて危険なので兵の服を着るように」という提案を聞き入れず、将軍の服のまま陣頭指揮をしていたという。ルドゥタブルの兵員はヴィクトリーへの切り込みを企てたが、エリアブ・ハーベイ艦長の98門2等艦テメレーアが来援しこのフランス艦を打ちのめしたために失敗した。ネルソンの最後の命令は「艦隊は錨を下ろせ」であったが、この命令はコリングウッドによって撤回された。この海戦におけるヴィクトリーの損害は戦死57人、負傷者102人だった。

## トラファルガー以降

### 海上での最後の数年間
ヴィクトリーのトラファルガーの海戦での損傷は激しく、自力での航行が不可能な状態だったので、98門2等艦ネプチューンがヴィクトリーを修理のためにジブラルタルへ曳航していった。そして、その後すぐヴィクトリーはネルソンの亡骸をイギリス本土へ運んだ。亡骸は一旦グリニッジで安置された後、1806年1月9日にセントポール寺院で埋葬された。
トラファルガーの海戦の後も、ヴィクトリーは数々の提督の旗をその艦上に掲げ、多くの遠征に出帆した。その中には、ジェームズ・ソマーレズ提督の2つのバルト海方面作戦などが含まれた。1812年11月7日にヴィクトリーは活動期間を終え、ポーツマス西岸のゴスポートに係留されて支援母艦として用いられた。

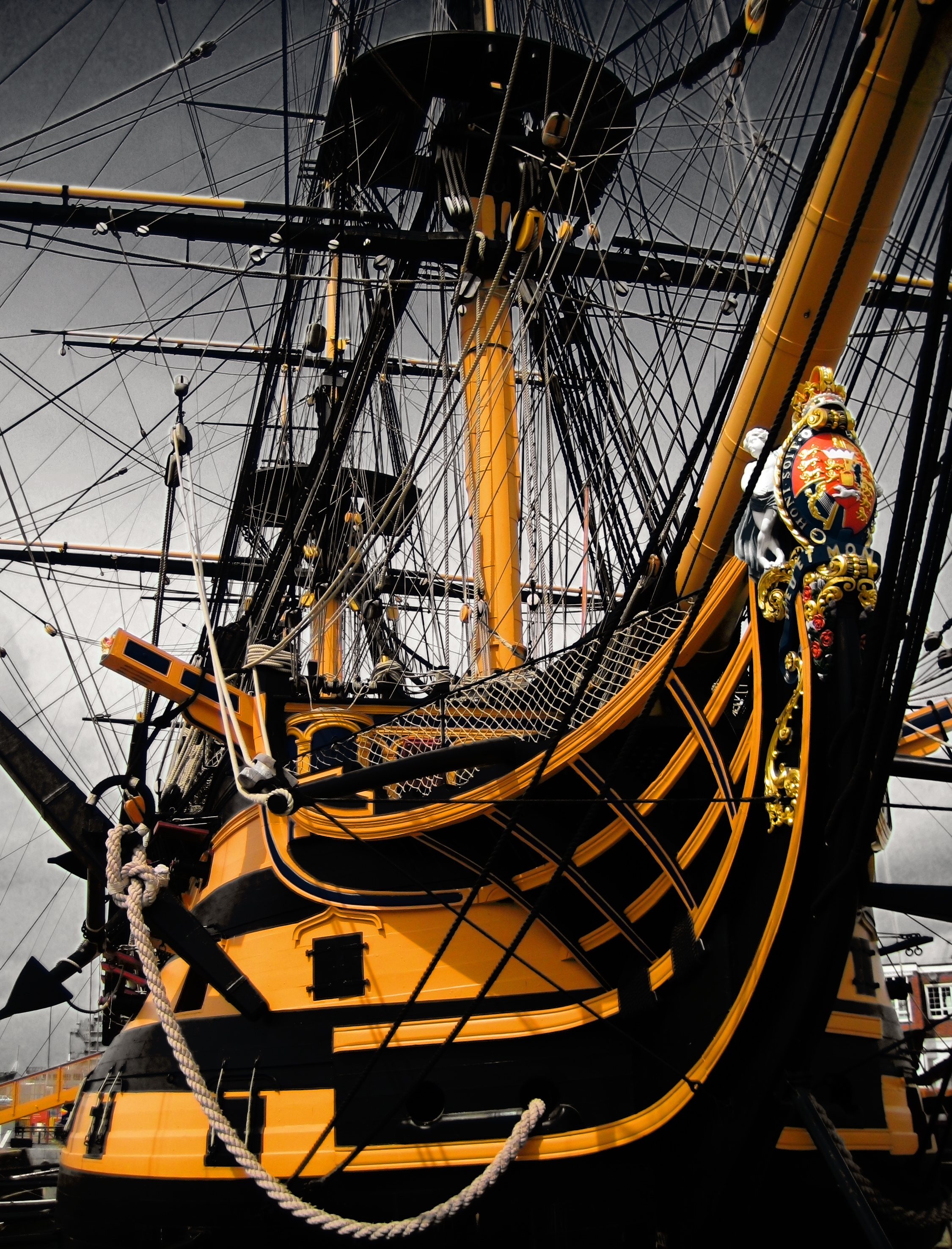
ヴィクトリーの船首と船首像

トマス・ハーディーが第一海軍卿だった時、彼は家に帰ってヴィクトリーの解体命令に署名したと妻に言った所、彼女は泣きだしてハーディーに執務室へ戻って命令を取り消すように送りだした、と一般に語られているが、この話は出典が疑わしいとされている。この命令が記載されていたはずの1831年の任務記録は破り取られて失われている。そして、即位前のヴィクトリア王女とその母ケント公妃ヴィクトリアが1833年に船を訪れた短い期間を除いて、ヴィクトリーは長い間忘れ去られていた。
1889年、ヴィクトリーは電信を教える海軍学校として艤装が行われた。そして、すぐに正式な通信学校となり、各艦から不適とされた通信兵は兵舎ではなくヴィクトリーに送られて2か月のトレーニングコースを受けた。通信学校は1904年までヴィクトリーに置かれ、その後トレーニングは一時的に装甲艦ハーキュリーズに移されたが、1906年に半恒久的にポーツマスの海軍兵舎に設置されることとなった。
数年後、ヴィクトリーの船体状況は停泊地で次第に悪化していた。1903年、装甲砲塔艦ネプチューン（ヴィクトリーをジブラルタルまで曳航した同名の戦列艦とは別船）が解体のために曳航されている途中、ヴィクトリーに接触しその水線下に穴を開けるという事故が発生した。緊急の修理が行われ、ヴィクトリーの沈没は防がれたが、これは海軍本部がヴィクトリーをスクラップとすることに反対した国王エドワード7世による個人的な介入でしかなかった。一般大衆のヴィクトリーへの関心が復活したのは、1905年のトラファルガー戦勝100年記念式典の一環として潜水艦埠頭の傍で電飾された時であった。1910年、海事史学会はヴィクトリーを後の世代のために保存しようとしたが、熾烈さを増すドイツとの建艦競争に掛かり切りの海軍本部は協力を行わなかった。一方でヴィクトリーの状況は、フランク・Ｈ・マーソン著の『1911年の英国船』によると「ほとんど侮辱的な仕打ち」と表現されるほどだった。1921年、ヴィクトリーは非常にみすぼらしい状態となっており、海運王ジェームズ・ケアードを中心人物としてヴィクトリーを守ろうとするキャンペーンが始まった。

### 乾ドック入り

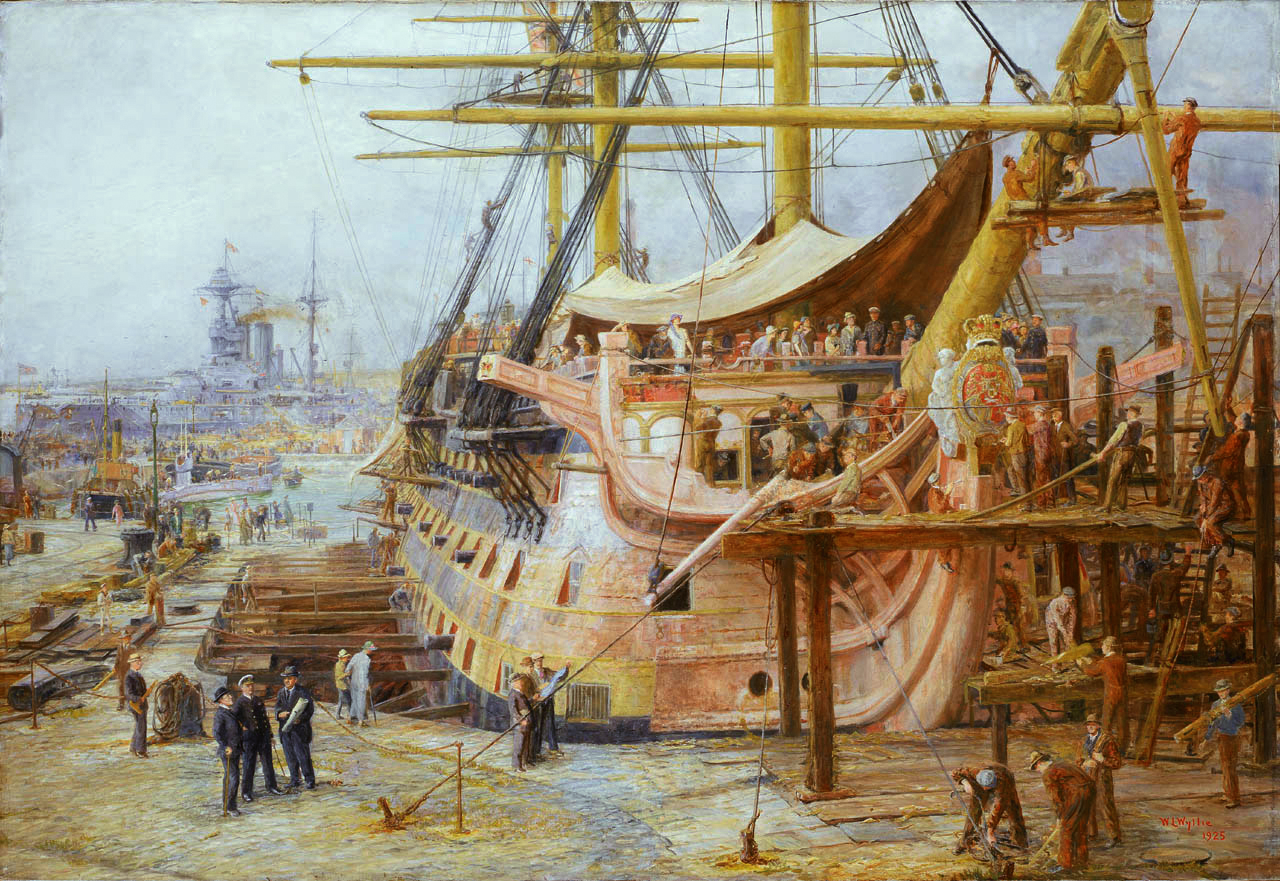
「HMS ヴィクトリーの修復作業」(1925年) ウィリアム・ライオネル・ウィリーによる絵画

1922年にヴィクトリーは、現在も使用されている最古のドックであるポーツマスのNo.2ドックに移された。長期間悪化し続けたヴィクトリーの船体状況は、もはや安全に浮いていられないほどだった。最初の復元作業が行われたのは1922年から1929年にかけてで、喫水線から主に中甲板上にかけてかなりの数の構造が修復された。1928年、ジョージ5世が作業の完了を示す銘板をつける祝典を執り行うことができたが、復元作業とメンテナンスは海事史学会の監督の下で依然として続けられた。
復元作業は第二次世界大戦中の1941年に一度中断された。ヴィクトリーはドイツ空軍機の爆弾によって、鋼鉄製の船架の1つと、前檣(ぜんしょう、3本マストの一番前)の一部が損傷した。その後、ドイツのプロパガンダラジオがヴィクトリーの撃破を宣言したが、イギリス海軍本部が否定の声明を出すという出来事があった。
1950年代に数々の予防的な対策が行われた。空気循環を良くするために隔壁が取り除かれ、木材を食い荒らすシバンムシ対策に燻蒸が行われた。また、続く数十年では多くの古びたオーク船材が、硬く油分を含んだチーク材やイロコ材に置き換えられた。この措置は、これらの材木が真菌や害虫により強いと信じられていたために行われたものだった。ヴィクトリーをトラファルガーの海戦当時の姿に復元するという決定は1920年に行われたが、以上のような重要な修復作業の完了は2005年のトラファルガー戦勝200周年式典の時までかかった。トラファルガーの海戦で90発以上の砲弾とその他発射体に突き破られひどく損傷したヴィクトリーの前檣帆の中段の1枚は、海戦の後で取り換えられた後保管され、ポーツマスの英国国立海軍博物館で現在も展示されている。

### 現在の状態
ヴィクトリーは2012年10月に国定歴史艦隊の1隻としてリストに記載されるとともに、第一海軍卿の旗艦となった。それ以前は第二海軍卿の旗艦となっていた。ヴィクトリーは世界最古の現役軍艦で、同時に毎年約35万人が訪れる記念艦の役割も果たしている。現在の艦長は第101代艦長ブレイン・スミス少佐で、2015年5月に就任した。
ヴィクトリーは公式的には驚くべき程多くの乗組員が配属されているが、訪問者が海軍の人員を見ることはほとんど無い。これは古い海軍法制の遺産で、全ての士官は艦船(HMSが冠される陸上施設を含む)に登記されていなければならないためである。こうした理由によって、ロンドンの国防省勤務官など艦船上では働かない海軍の人員全てがヴィクトリーの乗組員として記録されている。

### 現在のサポート体制

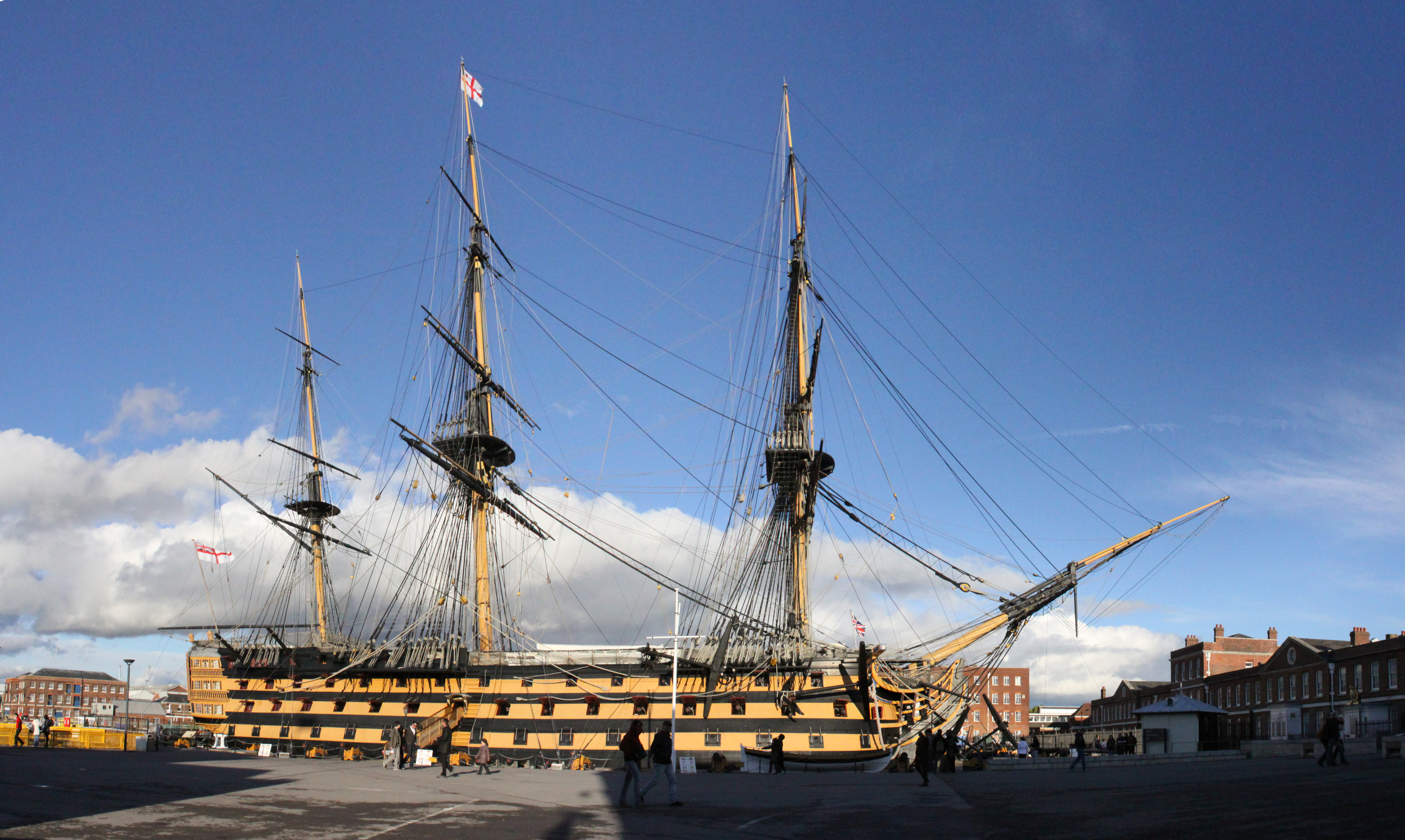
ヴィクトリーのパノラマ写真、船首像が修復のため取り外されている。

2011年12月、国防機器支援局はBAEシステムズと5年のプロジェクトマネジメントを契約した。また、この契約には10年への延長オプションがついており、総額で1600万ポンドにも上る復元費用をかけてマストや索具の補修、側板取り換えや火災防止対策の追加等が予定されている。この計画はトラファルガーの海戦から帰還してから、ヴィクトリーが受ける最も広範囲な改装になるとされている。
この契約が締結された後、2012年3月5日にヴィクトリーの所有権が国防省から、英国国立海軍博物館の一部であるヴィクトリー保存団体に移されるという大きな変化があった。この移動に伴って海軍のウェブサイトによると、ゴスリング財団によって新しい団体へ2500万ポンドもの資本費補助が行われることが告知された。

## 旗艦とした提督の一覧
2世紀に渡って、数々の提督がヴィクトリーに提督旗を掲げた。
| 提督一覧                                                                                      | 提督一覧       | 提督一覧       |
| 提督名                                                                                        | 乗艦日         | 退艦日         |
| --------------------------------------------------------------------------------------------- | -------------- | -------------- |
| オーガスタス・ケッペル                                                                        | 1778年5月16日  | 1778年10月28日 |
| チャールズ・ハーディー                                                                        | 1779年3月19日  | 1780年5月14日  |
| フランシス・グレイ                                                                            | 1780年5月24日  | 1780年8月28日  |
| フランシス・ウィリアム・ドレーク                                                              | 1780年9月26日  | 1780年12月29日 |
| ハイド・パーカー (5代準男爵)                                                                  | 1781年3月20日  | 1781年5月31日  |
| ジョン・エリオット                                                                            | 1781年6月      | 1781年8月      |
| リチャード・ケンペンフェルト                                                                  | 1781年9月10日  | 1782年3月11日  |
| リチャード・ハウ                                                                              | 1782年4月20日  | 1782年11月14日 |
| リチャード・ハウ                                                                              | 1790年7月      | 1790年8月      |
| サミュエル・フッド                                                                            | 1790年8月      | 1791年8月      |
| ハイド・パーカー                                                                              | 1793年2月6日   | 1793年5月      |
| サミュエル・フッド                                                                            | 1793年5月6日   | 1794年12月15日 |
| ロバート・マン                                                                                | 1795年7月8日   | 1795年9月27日  |
| ロバート・リンジー                                                                            | 1795年10月     | 1795年11月     |
| ジョン・ジャーヴィス                                                                          | 1795年12月3日  | 1797年3月30日  |
| ホレーショ・ネルソン                                                                          | 1803年5月8日   | 1805年10月21日 |
| ジェームズ・ソマーレズ                                                                        | 1808年3月18日  | 1808年12月9日  |
| グラハム・モーア                                                                              | 1808年12月     | 1809年1月23日  |
| ジェームズ・ソマーレズ                                                                        | 1809年4月8日   | 1809年12月     |
| ジェームズ・ソマーレズ                                                                        | 1810年3月11日  | 1810年12月3日  |
| ジョセフ・シドニー・ヨーク                                                                    | 1810年12月     | 1811年3月      |
| ジェームズ・ソマーレズ                                                                        | 1811年4月2日   | 1811年12月25日 |
| ジェームズ・ソマーレズ                                                                        | 1812年4月14日  | 1812年10月15日 |
| 入渠                                                                                          | 1812年12月18日 | 1824年1月31日  |
| マイケル・シーモア (初代準男爵)                                                               | 1824年         | 1824年         |
| 退役                                                                                          | 1827年4月30日  | 1831年10月21日 |
| 港湾司令官 (en) の旗艦となる。                                                                |                |                |
| フレデリック・ルイス・メイトランド                                                            | 1832年         | 1832年         |
| ダンコム・プレイデル・ボブリエ                                                                | 1837年         | 1837年         |
| ハイド・パーカー (3世)                                                                        | 1842年         | 1842年         |
| ウィリアム・ヘンリー・シュリッフ                                                              | 1847年         | 1847年         |
| チャールズ・オグル                                                                            | 1848年3月20日  | 1848年12月19日 |
| トーマス・カペル                                                                              | 1848年12月20日 | 1851年12月19日 |
| トーマス・ブリッジス                                                                          | 1851年12月20日 | 1853年3月19日  |
| トーマス・ジョン・コクラン                                                                    | 1854年3月20日  | 1856年3月19日  |
| ジョージ・シーモア                                                                            | 1856年3月20日  | 1859年3月19日  |
| ウィリアム・ボールス                                                                          | 1859年3月20日  | 1860年3月19日  |
| ヘンリー・ウィリアム・ブルース                                                                | 1860年3月20日  | 1864年12月19日 |
| マイケル・シーモア                                                                            | 1864年12月20日 | 1866年3月19日  |
| トーマス・サビーン・パースリー                                                                | 1866年3月20日  | 1869年3月20日  |
| 戦列艦デューク・オブ・ウェリントンの支援母艦となる。                                          | 1869年12月20日 | 1891年9月1日   |
| リチャード・ミード                                                                            | 1891年8月1日   | 1894年9月17日  |
| ノーウェル・サーモン                                                                          | 1894年9月18日  | 1897年8月31日  |
| マイケル・カルム・シーモア                                                                    | 1897年9月1日   | 1900年11月17日 |
| チャールズ・フレデリック・ホザム                                                              | 1900年11月18日 | 1903年9月30日  |
| ジョン・アーバスノット・フィッシャー                                                          | 1903年10月1日  | 1904年3月18日  |
| 港湾司令官の旗艦が装甲艦ハーキュリーズに移る。 1905年2月1日には旗艦がファイアクイーンに移る。 |                |                |
| アーチボルド・ルシアス・ダグラス                                                              | 1905年3月18日  | 1907年3月1日   |
| デイ・ボーザンケット                                                                          | 1907年3月2日   | 1908年3月17日  |
| アーサー・ダーリンプル・ファンシャーウ                                                        | 1908年3月18日  | 1910年4月30日  |
| アッシュトン・カーゾン・ハウ                                                                  | 1910年5月1日   | 1911年3月17日  |
| アーサー・ムーア                                                                              | 1911年3月18日  | 1912年7月31日  |
| ヘドワース・ミュー                                                                            | 1912年8月1日   | 1916年2月17日  |
| スタンリー・コルヴィル                                                                        | 1916年2月18日  | 1919年4月17日  |
| セシル・バーニー                                                                              | 1919年4月18日  | 1920年6月17日  |
| サマーセット・ゴフ・キャルソープ                                                              | 1920年6月18日  | 1923年5月31日  |
| シドニー・フリーマントル                                                                      | 1923年6月1日   | 1926年4月1日   |
| オスモンド・ブロック                                                                          | 1926年5月18日  | 1929年4月30日  |
| ロジャー・キーズ                                                                              | 1929年5月1日   | 1931年6月17日  |
| アーサー・ワイステル                                                                          | 1931年6月18日  | 1934年2月17日  |
| ジョン・ケリー                                                                                | 1931年2月18日  | 1936年8月31日  |
| ウィリアム・ボイル                                                                            | 1937年8月18日  | 1939年6月30日  |
| ウィリアム・ジェームズ                                                                        | 1939年7月1日   | 1942年9月30日  |
| チャールズ・リトル                                                                            | 1942年10月1日  | 1945年9月28日  |
| ジェフリー・レイトン                                                                          | 1945年9月29日  | 1947年6月29日  |
| ブルース・フレーザー                                                                          | 1947年6月30日  | 1949年4月18日  |
| アルジャーノン・ウィリス                                                                      | 1949年4月19日  | 1950年10月17日 |
| アーサー・パワー                                                                              | 1950年10月18日 | 1952年10月17日 |
| ジョン・エデルステン                                                                          | 1952年10月18日 | 1954年10月17日 |
| ジョージ・クリーシー                                                                          | 1954年10月18日 | 1957年7月17日  |
| ガイ・グラントハム                                                                            | 1957年7月18日  | 1959年7月17日  |
| マンリー・ローレンス・パワー                                                                  | 1959年7月18日  | 1962年1月17日  |
| アレクサンダー・ビングリー                                                                    | 1962年1月18日  | 1963年1月17日  |
| ウィルフリッド・ウッド                                                                        | 1963年1月18日  | 1965年9月9日   |
| バリル・ベッグ                                                                                | 1965年9月10日  | 1966年6月9日   |
| フランク・ホプキンス                                                                          | 1966年6月10日  | 1967年10月30日 |
| ジョン・フレウェン                                                                            | 1967年10月31日 | 1970年2月27日  |
| ホレイス・ロー                                                                                | 1970年2月28日  | 1972年2月28日  |
| アンドリュー・ルイス                                                                          | 1972年2月29日  | 1974年6月29日  |
| デレック・エンプソン                                                                          | 1974年6月30日  | 1975年10月30日 |
| テレンス・レウィン                                                                            | 1975年10月31日 | 1976年10月30日 |
| デヴィッド・ウィリアムス                                                                      | 1976年10月31日 | 1978年10月30日 |
| リチャード・クレイトン                                                                        | 1978年10月31日 | 1981年6月30日  |
| ジェームス・エバリー                                                                          | 1981年7月1日   | 1983年12月31日 |
| デズモンド・カシディ                                                                          | 1983年1月1日   | 1984年10月30日 |
| ピーター・スタンフォード                                                                      | 1984年10月31日 | 1987年10月30日 |
| サンディ・ウッドワード                                                                        | 1987年10月31日 | 1989年10月30日 |
| ジェレミー・ブラック                                                                          | 1989年10月31日 | 1991年3月30日  |
| ジョン・カー                                                                                  | 1991年3月31日  | 1993年3月30日  |
| マイケル・レヤード                                                                            | 1993年3月31日  | 1994年3月30日  |
| マイケル・ボイス                                                                              | 1994年3月31日  | 1997年3月30日  |
| ジョン・ブリグストック                                                                        | 1997年3月31日  | 2000年1月18日  |
| ピーター・スペンサー                                                                          | 2000年1月19日  | 2003年1月28日  |
| ジェームズ・バーネル・ニュージェント                                                          | 2003年1月29日  | 2005年10月25日 |
| エイドリアン・ジョンズ                                                                        | 2005年10月25日 | 2008年7月15日  |
| アラン・マジー                                                                                | 2008年7月15日  | 2010年7月19日  |
| チャールズ・モントゴメリー                                                                    | 2010年7月19日  | 2012年10月9日  |
| マーク・スタンホープ                                                                          | 2012年10月9日  | 2013年4月9日   |
| ジョージ・ザンベラス                                                                          | 2013年4月9日   | 2016年4月8日   |
| フィリップ・ジョーンズ                                                                        | 2016年4月8日   | 現在           |

## 登場作品
『WORLD WAR Z』
海外小説。全世界でゾンビが発生し、あらゆる艦船がゾンビで溢れた陸地から逃げるために外洋へと出て難民船と化す中、ヴィクトリーもまた難民船と化して登場する。
『戦艦少女R』
艦船擬人化ゲーム。ヴィクトリーを擬人化したキャラクターがNPCとして登場する。
『パズルガールズ』
艦船擬人化ゲーム。ヴィクトリーを擬人化したキャラクターがプレイアブルキャラクターとして登場する。
『御城プロジェクト:RE〜CASTLE DEFENSE〜』
城擬人化ゲーム。ヴィクトリーを擬人化したキャラクター「戦列艦 ヴィクトリー号」がプレイアブルキャラクターとして登場する。